# William FitzClarence, 2.º Conde de Munster
William FitzClarence, 2.º Conde de Munster (19 de maio de 1824 - 30 de abril de 1901), denominado Visconde FitzClarence de 1831 a 1842, foi um nobre britânico. Ele recebeu o nome em homenagem ao seu avô, o Rei Guilherme IV.

Brasão de FitzClarence, Conde de Munster: O brasão real do Rei Guilherme IV (sem o escudo do Tesoureiro do Sacro Império Romano e sem a Coroa de Hanover) desfigurado por um bastão azul sinistro carregado com três âncoras ou

O pai de Guilherme, Jorge FitzClarence, 1.º Conde de Munster, era filho ilegítimo do Rei Guilherme IV com sua amante de longa data, Dorothea Jordan . Portanto, o segundo conde de Munster era bisneto do rei Jorge III e primo em primeiro grau da rainha Vitória . Sua mãe era Mary Wyndham (falecida em 3 de dezembro de 1842), filha ilegítima de George Wyndham, 3.º Conde de Egremont .
Guilherme sucedeu como 2.º Conde de Munster após o suicídio de seu pai, em 20 de março de 1842. Na maior parte do tempo, Guilherme levava uma vida típica de classe alta vitoriana, com festas de caça e bailes.
Ele comprou uma comissão como alferes e tenente na Guarda de Fuzileiros Escoceses em 1 de julho de 1842.  Em 7 de abril de 1843, ele comprou um posto de cornetista e subtenente na Guarda Granadeiro .  Ele comprou uma tenência em 1 de maio de 1846  e uma capitania em 16 de março de 1849.  Munster aposentou-se do Exército em abril de 1851.

## Casamento e filhos
Guilherme casou-se com sua prima Wilhelmina Kennedy-Erskine (27 de junho de 1830 – 9 de outubro de 1906) em 17 de abril de 1855. Sua mãe, Augusta FitzClarence, era irmã de seu pai, George Augustus FitzClarence. Mais tarde, ela se tornou romancista. Eles tiveram nove filhos:
- Edward FitzClarence, Visconde FitzClarence (29 de março de 1856 – 1870)
- Hon Lionel Frederick Archibald FitzClarence (24 de julho de 1857 – 24 de março de 1863)
- Major Geoffrey George Gordon FitzClarence, 3º Conde de Munster (18 de julho de 1859 – 2 de fevereiro de 1902); morreu sem descendência
- Hon Arthur Falkland Manners FitzClarence (18 de outubro de 1860 – 20 de abril de 1861)
- Aubrey FitzClarence, 4º Conde de Munster (7 de junho de 1862 – 1 de janeiro de 1928); morreu sem descendência
- Hon William George FitzClarence (17 de setembro de 1864 - 4 de outubro de 1899), casado com Charlotte Elizabeth Williams
- Hon Harold Edward FitzClarence (15 de novembro de 1870 - 28 de agosto de 1926); pai de Geoffrey FitzClarence, 5.º Conde de Munster
- Lady Lillian Adelaide Katherine Mary FitzClarence (10 de dezembro de 1873 - 15 de julho de 1948), casou-se com o capitão William Arthur Edward Boyd
- Lady Dorothea Augusta FitzClarence (5 de maio de 1876 - 28 de janeiro de 1942), casou-se com o major Chandos Brydges Lee-Warner

## Morte
Munster morreu em 1901, em 23 Palmeira Square, Hove, aos 77 anos, quando seu primo em segundo grau Eduardo VII estava no trono do Reino Unido. Ele foi enterrado em Cuckfield, Sussex . Ele foi sucedido no condado e em outros títulos por seu terceiro filho mais velho, Geoffrey.